# Flogistonska kemija
Flogistonska kemija je naziv za kemiju u 17. i 18. stoljeću kada se, za razliku od alkemije, koja joj je prethodila, sve kemijske mijene pokušavaju objasniti jednim principom. Georg Ernst Stahl je postulirao da sve tvari sadrže flogiston, a njegovim gubitkom ili dodatkom tvari podliježu mijenama. Flogiston se u početku tražio kao kruta supstanca, da bi se kasnije tražio među plinovima. Na kraju razdoblja flogistonske kemije flogiston se prihvaća kao princip. Flogistonska kemija je dovela do mnogih značajnih otkrića u kemiji, posebno u pneumatskoj kemiji (kemiji plinova); tada su otkriveni mnogi plinovi (kisik, vodik, dušik). 
Ruđer Bošković je zastupao flogistonsku teoriju, iako ju nikad nije tako nazivao, a do ideje flogistona je došao neovisno o tadašnjim kemičarima. Ruđer Bošković je vjerovao da je tvar prožeta sumpornom supstancom (flogiston) koja tvari drži na okupu i omogućuje gorenje. 
Nekoliko značajnih rasprava na području flogistonske kemije napisano je na dubrovačkom kolegiju, ali tamo nije postojao opremljeni laboratorij, pa su sve rasprave teorijskog karaktera.
Iako su kemičari napustili ideju flogistona, flogistonska teorija nije u potpunosti netočna: atomi u reakcijama gube ili dobivaju elektrone. Kemičari su proučavanjem tvari došli do zaključka o postojanju elektrona, prije njegovog otkrića kao elementarne čestice.